# Liste der Naturdenkmale in Schwarzenberg/Erzgeb.
Die Liste der Naturdenkmale in Schwarzenberg/Erzgeb. nennt die Naturdenkmale in Schwarzenberg im sächsischen Erzgebirgskreis.

## Definition
„Naturdenkmäler sind rechtsverbindlich festgesetzte Einzelschöpfungen der Natur oder entsprechende Flächen bis zu fünf Hektar, deren besonderer Schutz erforderlich ist
1. aus wissenschaftlichen, naturgeschichtlichen oder landeskundlichen Gründen oder
2. wegen ihrer Seltenheit, Eigenart oder Schönheit.“

„§ 18 – Naturdenkmäler – (zu § 28 BNatSchG)
(1) Die Erklärung nach § 22 Abs. 1 BNatSchG von Teilen von Natur und Landschaft als Naturdenkmal erfolgt durch Rechtsverordnung oder Einzelanordnung.
(2) Über § 28 Abs. 1 BNatSchG hinaus können Naturdenkmäler zur Sicherung von Lebensgemeinschaften oder Lebensstätten von im Bestand gefährdeten oder streng geschützten Arten festgesetzt werden.“

## Liste
Link zu einem Kartenansichtstool, um Koordinaten zu setzen.
| Bild                          | Bezeichnung             | Lage                                                     | Beschreibung | Datum                                                                  | Nummer     |
| ----------------------------- | ----------------------- | -------------------------------------------------------- | --- | ---------------------------------------------------------------------- | ---------- |
| BW                            | Beutelbach              | Sonnleithe (50° 33′ 40,9″ N, 12° 46′ 10,3″ O)            | Fläche: ca. 34187 m² | Verordnung des Landkreises Aue-Schwarzenberg vom 16.07.1998            | 364.23-229 |
| BW                            | Glück-Auf Bach          | Erla (50° 31′ 13,2″ N, 12° 47′ 28,6″ O)                  | Fläche: ca. 326 m² | Beschluss des Rates des Kreises Schwarzenberg Nr. 80/84 vom 19.04.1984 | 364.23-231 |
| BW                            | Ochsenwiese             | Schwarzenberg/Erzgeb. (50° 32′ 30″ N, 12° 45′ 14,1″ O)   | Fläche: ca. 33594 m² | Beschluss des Rates des Kreises Schwarzenberg Nr. 52/74 vom 10.10.1974 | 364.23-233 |
| BW                            | Waldsiedelhufen         | Bermsgrün (50° 31′ 35,1″ N, 12° 45′ 37,1″ O)             | Fläche: ca. 99436 m² | Beschluss des Rates des Kreises Schwarzenberg Nr. 76/83 vom 07.04.1983 | 364.23-234 |
| BW                            | Waldsiedelhufen         | Bermsgrün (50° 31′ 43,5″ N, 12° 45′ 39,2″ O)             | Fläche: ca. 16975 m² | Beschluss des Rates des Kreises Schwarzenberg Nr. 76/83 vom 07.04.1983 | 364.23-234 |
| BW                            | Grünstädler Wiesen      | Grünstädtel (50° 31′ 21,3″ N, 12° 49′ 14,4″ O)           | Fläche: ca. 39438 m² Ortsgrenze zu Raschau-Markersbach | Verordnung des Landkreises Aue-Schwarzenberg vom 19.11.1999            | 364.23-232 |
| mehr Fotos \| Fotos hochladen | Königseiche             | Schwarzenberg (50° 32′ 17″ N, 12° 47′ 3,8″ O)            | als Naturdenkmal beschildert | ?                                                                      |            |
| BW                            | Stein-Linde             | Schwarzenberg/Erzgeb. (50° 31′ 40,2″ N, 12° 49′ 4,3″ O)  | |                                                                        |            |
| mehr Fotos \| Fotos hochladen | Linde am Eduardstein    | Erla (50° 31′ 9,3″ N, 12° 47′ 19,6″ O)                   | Älteste Linde im Altlandkreis Aue-Schwarzenberg. Sommer-Linde. - Alter: 300–400 Jahre - Höhe: 25 m - Umfang: 7,41 m |                                                                        |            |
| mehr Fotos \| Fotos hochladen | Linde St. Georgenkirche | Schwarzenberg/Erzgeb. (50° 32′ 14,3″ N, 12° 47′ 10,3″ O) | [ 1 ] |                                                                        |            |
| BW                            | Neunstämmige Buche      | Schwarzenberg/Erzgeb. (50° 32′ 6,5″ N, 12° 44′ 56,1″ O)  | Ehemals 9 Stämme. Davon sind 2 in November 1996 und 2 im Oktober 2002 abgebrochen. Rest 2017 von Sturm zerstört. - Alter: bis zu 200 Jahre - Höhe: 23 m - Umfang: 7,60 m - Kronendurchmesser: 20 m                       |                                                                        |            |
| BW                            | Ulme im Park Herrenhof  | Erla-Crandorf (50° 31′ 8,4″ N, 12° 47′ 9,6″ O)           | Der Baum war die stattlichste und älteste Ulme im Altlandkreis Aue-Schwarzenberg. 2009 wegen der Ulmenkrankheit gefällt. Stumpf erhalten. - Alter: ca. 400 Jahre - Höhe: 30 m - Umfang: 5,34 m - Kronendurchmesser: 24 m |                                                                        |            |
| Fotos hochladen               | Alte Lindenbaumreihe    | Bermsgrün (50° 31′ 8,9″ N, 12° 46′ 18,9″ O)              | 2016 als Naturdenkmal beschildert, „geschützt seit 29.11.1973“ | ?                                                                      |            |